# Filicavea dactylus
Filicavea dactylus is een mosdiertjessoort uit de familie van de Horneridae. De wetenschappelijke naam van de soort werd in 1850 voor het eerst geldig gepubliceerd door Alcide d'Orbigny.